# Martin Amedick
Martin Amedick (Paderborn, 6 settembre 1982) è un ex calciatore tedesco, di ruolo difensore.

## Palmarès

### Club

#### Competizioni nazionali
- Campionato tedesco di seconda divisione: 1

Kaiserslautern: 2009-2010

## Carriera

### Club

#### Arminia Bielefeld
Martin Amedick trascorre gli anni del settore giovanile nelle squadre di SC Delbrück, SC Paderborn ed Arminia Bielefeld. Con quest'ultima squadra firma nel 2002 il primo contratto professionistico. Durante gli anni di permanenza nel club nero-bianco-blu riesce tuttavia a collezionare una sola presenza in prima squadra, il 19 settembre 2003 nella trasferta contro lo Jahn Regensburg, durante il campionato di Zweite Liga.

#### Eintracht Braunschweig
Nell'estate 2004 si trasferisce a titolo gratuito all'Eintracht Braunschweig. Nel club della Bassa Sassonia rimane per due stagioni; nella prima, disputata in Regionalliga Nord, gioca 35 partite, realizzando una rete. A fine stagione il club centra la promozione in Zweite Liga. Nella seconda stagione colleziona 27 presenze corredate da un altro gol, contribuendo alla salvezza della squadra.

#### Borussia Dortmund
Alla vigilia della stagione 2006-2007 viene ingaggiato dal club di Bundesliga del Borussia Dortmund, con il quale firma un contratto fino al 30 giugno 2009. Esordisce in Bundesliga il 19 agosto 2006, durante la seconda giornata, contro il Magonza; schierato da titolare dall'allenatore Bert van Marwijk, bagna l'esordio con un gol di testa. Chiude la prima stagione in massima serie collezionando 18 presenze e 2 gol, più una partita di Coppa di Germania. Nello stesso periodo gioca anche 4 incontri con la seconda squadra in Regionalliga.
Nel secondo anno a Dortmund, scende in campo altre 16 volte in Bundesliga e 10 in Regionalliga. Contribuisce, con 3 presenze in prima squadra, al raggiungimento della finale di Coppa di Germania, dove tuttavia non giocherà; per la cronaca, il Borussia uscirà sconfitto 2-1 dal Bayern Monaco.

#### Kaiserslautern
Nel 2008 viene acquistato dal club di Zweite Liga del Kaiserslautern. In un club molto giovane, svolge un ruolo guida, finendo per guadagnarsi i gradi di capitano. Nella prima stagione gioca 31 partite, segnando 4 reti. Nonostante la sua migliore annata a livello realizzativo, il club non va oltre il settimo posto.
Al secondo anno, eguaglia il primato di reti realizzate dell'anno precedente; disputa tutti gli incontri (34) e contribuisce alla vittoria del campionato, con conseguente promozione in Bundesliga.

#### Eintracht Francoforte e Paderborn 07
Nel 2012, passa all'Eintracht Francoforte. Nel 2013 ritorna invece al Paderborn 07, formazione per cui aveva militato a livello giovanile.

## Palmarès

### Club

#### Competizioni nazionali
- Campionato tedesco di seconda divisione: 1

Kaiserslautern: 2009-2010